# Nabors Industries
Nabors Industries ist ein US-amerikanisches Unternehmen mit Firmensitz in Hamilton, Bermuda.
Das Unternehmen ist im Aktienindex S&P 500 gelistet. Das Unternehmen ist im Bereich Erdölexploration und Ölfeldservice tätig. Nabors Industries operiert in Amerika, im Nahen Osten, in Südostasien und in Afrika. Nabors Industries wurde 1968 unter dem Firmennamen Anglo Energy gegründet. Im Unternehmen sind rund 13.000 Mitarbeiter in 20 verschiedenen Ländern (Stand: 2016) beschäftigt.